# Тетулешть
Тетулешть, Тетулешті (рум. Tătulești) — село у повіті Олт в Румунії. Входить до складу комуни Тетулешть.
Село розташоване на відстані 119 км на захід від Бухареста, 30 км на північний схід від Слатіни, 72 км на північний схід від Крайови, 137 км на південний захід від Брашова.

## Населення
За даними перепису населення 2002 року у селі проживали 768 осіб, усі — румуни. Усі жителі села рідною мовою назвали румунську.